# 俺たちは天使じゃない (1955年の映画)
『俺たちは天使じゃない』（おれたちはてんしじゃない、We're No Angels）は1955年のアメリカ合衆国のクライム・コメディ映画。
監督はマイケル・カーティス、出演はハンフリー・ボガート、アルド・レイ、ピーター・ユスティノフなど。
フランスの劇作家アルベール・ユッソンによる戯曲『La Cuisine Des Anges』を原作とした1953年初演のブロードウェイ舞台劇『My Three Angels』を映画化。
日本劇場初公開時のタイトルは『俺達は天使じゃない』。
1989年にニール・ジョーダン監督、ロバート・デ・ニーロ主演でリメイクされている。

## ストーリー
デビルズ島から脱獄した3人の囚人が強盗に入った雑貨屋の経営不振に同情して店を手伝うようになったことから起こる騒動をハートウォーミングに描く。

## 登場人物
脱獄囚
- ジョセフ: ハンフリー・ボガート
- アルバート: アルド・レイ
- ジュールス: ピーター・ユスティノフ

雑貨屋一家
- フェリックス: レオ・G・キャロル - 雑貨屋のお人好しの店主。
- アメリー: ジョーン・ベネット - フェリックスの妻。
- イザベル: グロリア・タルボット（英語版） - フェリックスとアメリーの娘。

その他
- アンドレ: ベイジル・ラスボーン - フェリックスの従兄で店のオーナー。フェリックスの店の帳簿を調べにパリからやって来る。
- ポール: ジョン・ベア（英語版） - アンドレの甥。イザベルと恋仲。

## キャスト
| 役名             | 俳優                   | 日本語吹替                            | 日本語吹替                                            |
| 役名             | 俳優                   | NHK版                                 | フジテレビ版                                          |
| ---------------- | ---------------------- | ------------------------------------- | ----------------------------------------------------- |
| ジョセフ         | ハンフリー・ボガート   | 大木民夫                              | 久米明                                                |
| アルバート       | アルド・レイ           | 羽佐間道夫                            | 田中信夫                                              |
| ジュールス       | ピーター・ユスティノフ | 熊倉一雄                              | 近石真介                                              |
| フェリックス     | レオ・G・キャロル      | 巖金四郎                              | 梶哲也                                                |
| アメリー         | ジョーン・ベネット     |                                       | 公卿敬子                                              |
| イザベル         | グロリア・タルボット   | 池田昌子                              | 杉山佳寿子                                            |
| 役不明又はその他 |                        |                                       | 加藤精三 石森達幸 野島昭生 島木綿子 田中康郎 仲木隆司 |
|                  |                        |                                       |                                                       |
| 演出             |                        |                                       | 春日正伸                                              |
| 翻訳             |                        |                                       | 飯嶋永昭                                              |
| 調整             |                        |                                       | 山田太平                                              |
| 効果             |                        |                                       | PAG                                                   |
| 制作             |                        |                                       | 東北新社                                              |
| 初回放送         |                        | 1968年12月14日 08:00-09:29 『劇映画』 | 1973年3月18日 12:00-13:40 『サンデー洋画劇場』        |